# 32233 Georgehou
32233 Georgehou este o planetă minoră (asteroid) din centura de asteroizi. A fost descoperită pe 30 iulie 2000 la Experimental Test Site⁠(d) de Lincoln Near-Earth Asteroid Research. 
Obiectul prezintă o orbită caracterizată de o semiaxă mare de 3,0442597 UAi, o excentricitate de 0,12, o înclinație de 8,45609 ° în raport cu ecliptica.